# فلاویا بوژور
فلاویا بوژور (به فرانسوی: Flavia Bujor) زاده ۸ اوت ۱۹۸۸ در بخارست، نویسنده و منتقد ادبی رومانیایی-فرانسوی‌تبار قرن بیست و یکم است.

## زندگی‌نامه
فلاویا در سن دو سالگی به همراه خانواده به فرانسه مهاجرت کرد. پدرش مجسمه‌ساز و مادرش روانکاو است. او در ۲۰۱۸ در رشتهٔ ادبیات تطبیقی از دانشگاه رن ۲ دکتری گرفت. او از ۲۰۱۹ در دانشگاه برتانی-سود مشغول به کار است و آثاری در زمینهٔ ادبیات کودک و نقد ادبی در کارنامه خود دارد

## آثار مهم
- La Prophétie des pierres, Anne Carrière, Paris, 2002 شابک ‎۲−۸۴۳۳۷−۱۹۳−۷.